# Апенбург-Вінтерфельд
Апенбург-Вінтерфельд (нім. Apenburg-Winterfeld) — громада в Німеччині, розташована в землі Саксонія-Ангальт. Входить до складу району Зальцведель. Складова частина об'єднання громад Бетцендорф-Дісдорф. Створена 1 липня 2009 року злиттям окремих до того громад Апенбург, Вінтерфельд та Альтензальцведель.
Площа — 59,31 км2. Населення становить 1695 ос. (станом на 31 грудня 2021).

## Галерея

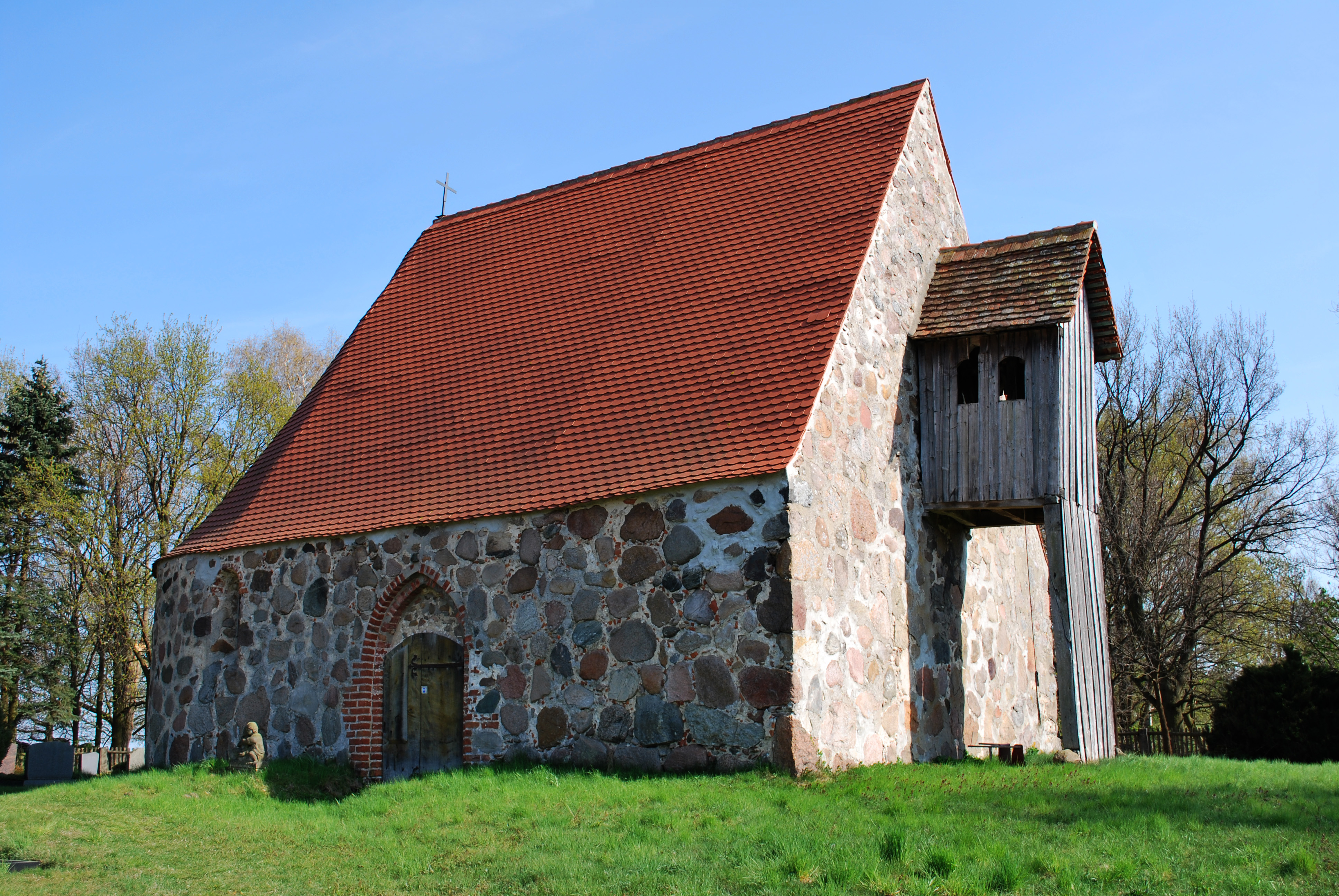
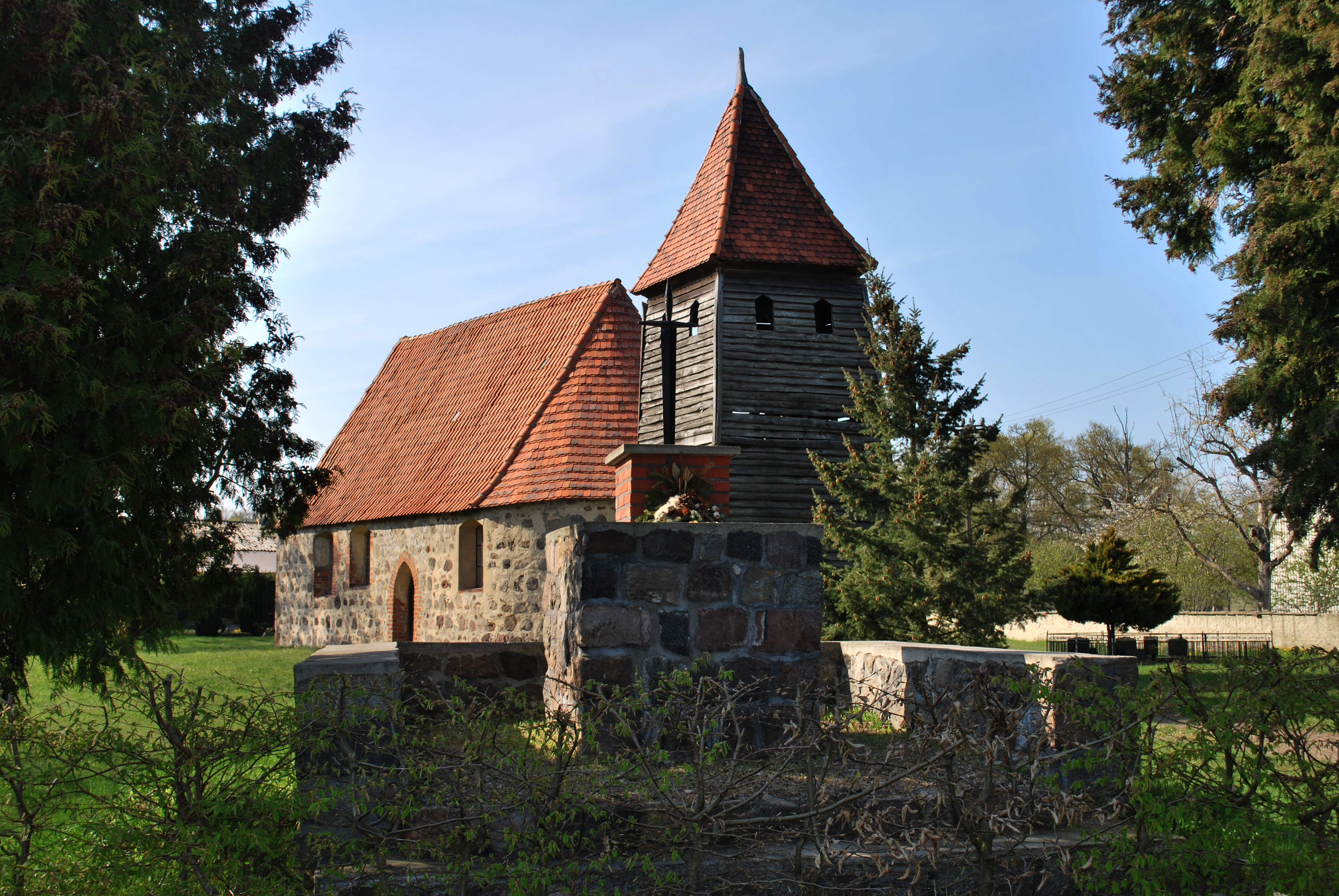